# Penstemon superbus
Penstemon superbus är en grobladsväxtart som beskrevs av Aven Nelson. Penstemon superbus ingår i släktet penstemoner, och familjen grobladsväxter. Inga underarter finns listade i Catalogue of Life.

## Bildgalleri

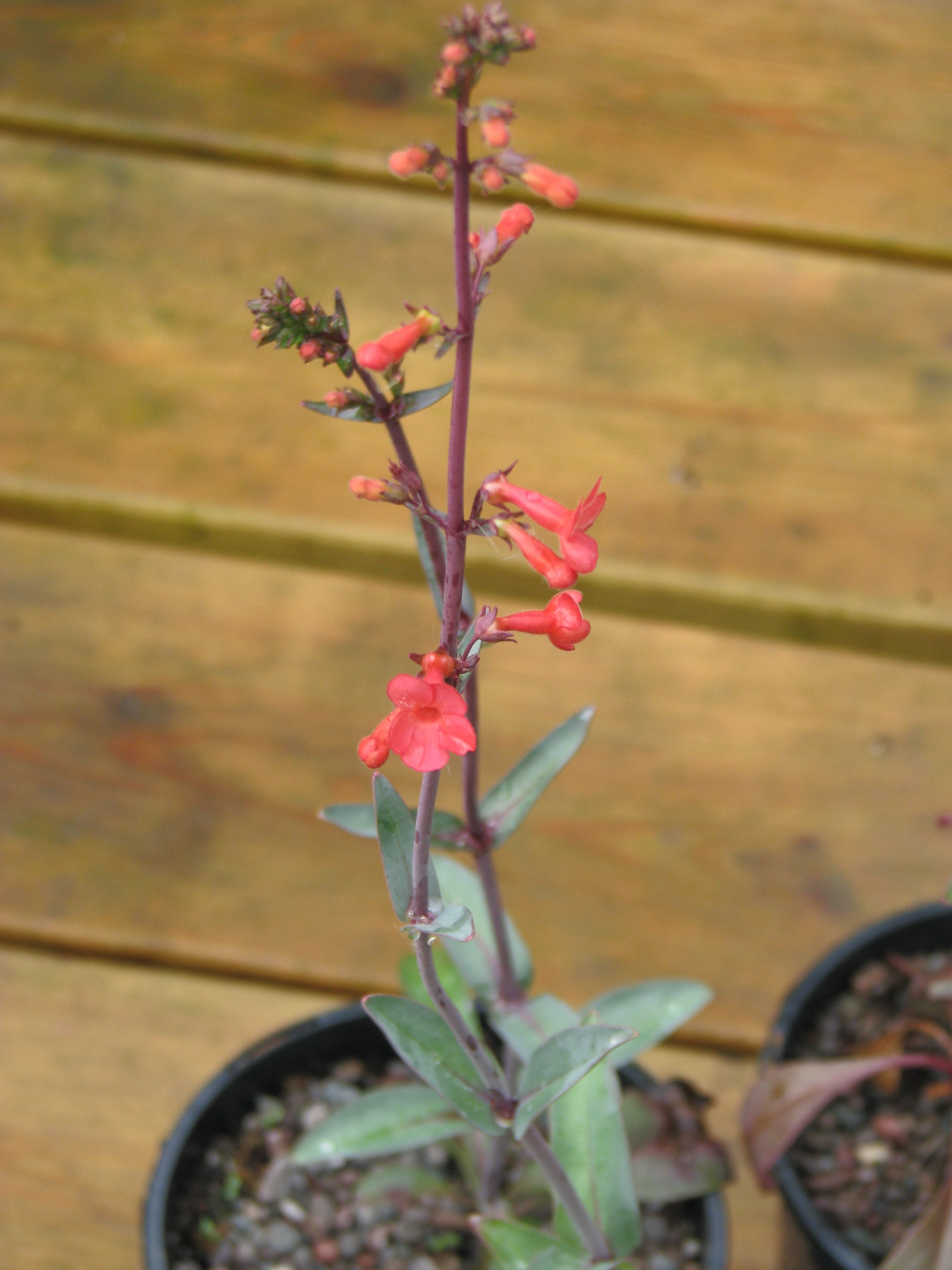
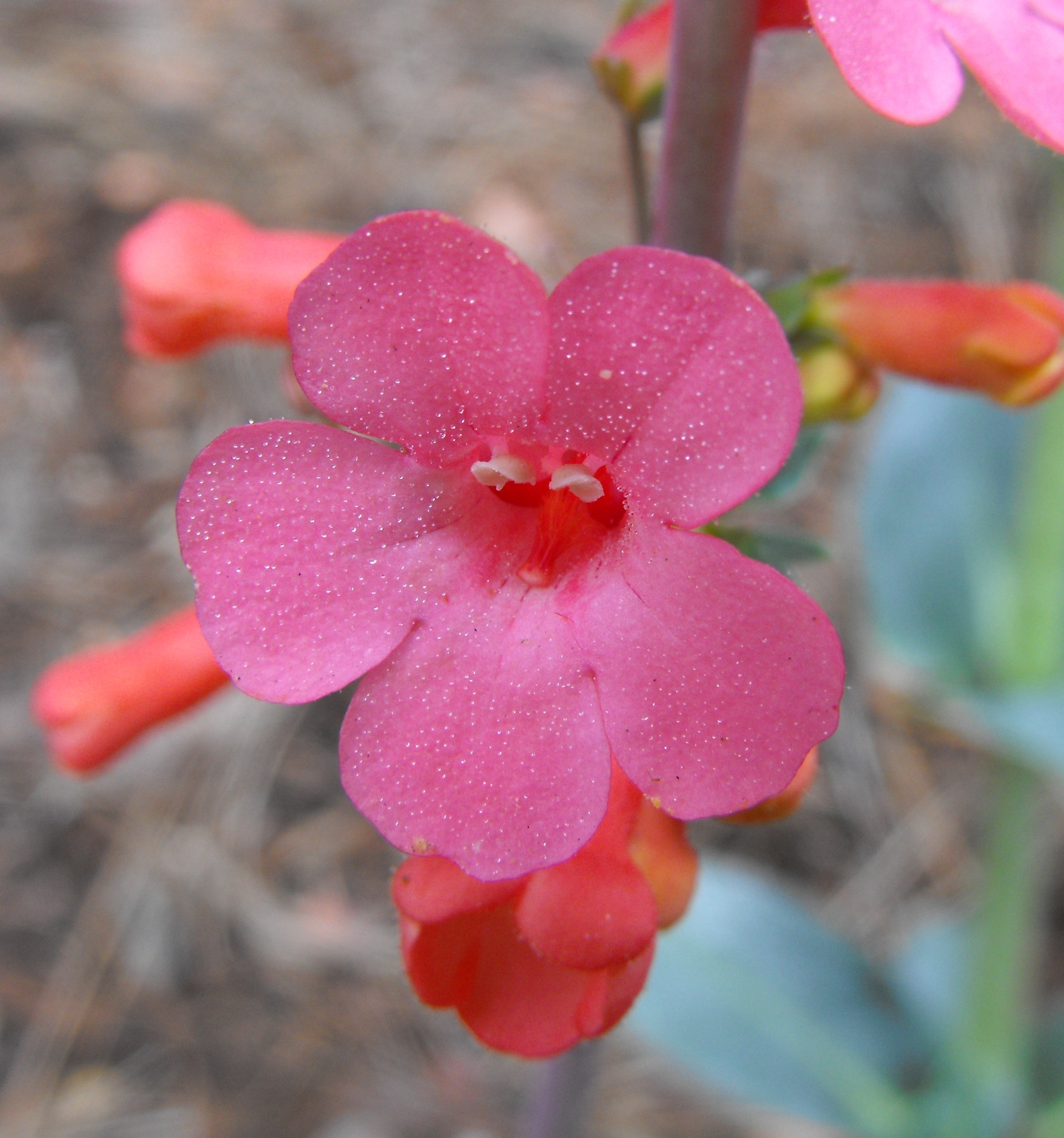
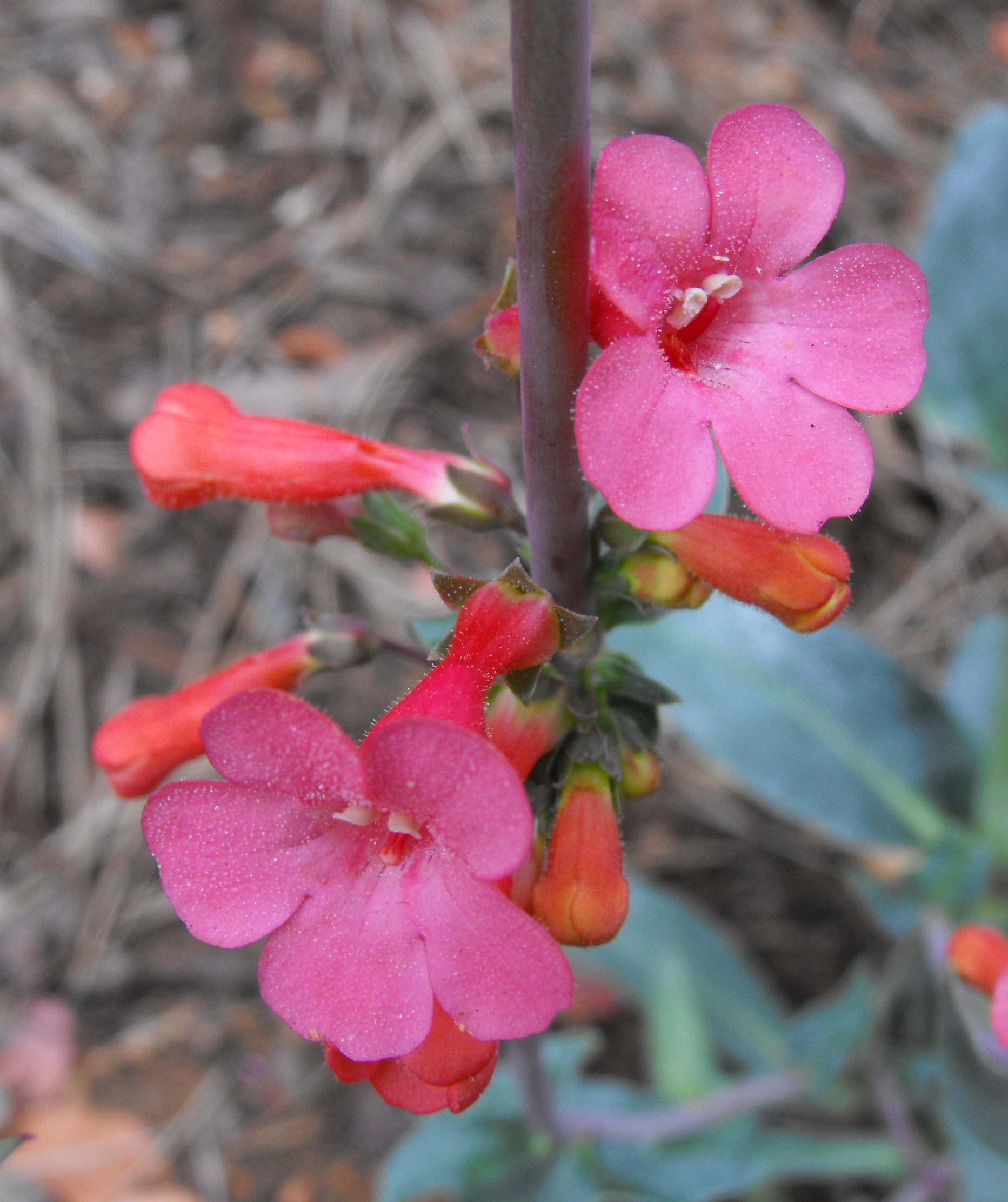